# Jerzy Chojnacki (polityk)
Jerzy Chojnacki (ur. 19 stycznia 1927 w Lipowcu, zm. 21 maja 2010) – polski nauczyciel, poseł na Sejm PRL IX kadencji.

## Życiorys
Od 1949 do 1962 był pracownikiem prezydium Powiatowej Rady Narodowej w Nidzicy i prezydium Wojewódzkiej Rady Narodowej w Szczecinie. W 1962 uzyskał tytuł zawodowy magistra inżyniera rolnictwa w Wyższej Szkole Rolniczej w Szczecinie, a w 1973 Podyplomowe Studium Pedagogiczne w Poznaniu. Był nauczycielem m.in. w Eksperymentalnej Szkole Przysposobienia Rolniczego w Radzinowie, w Technikum Ekonomicznym w Gryfinie oraz w latach 1974–1981 był dyrektorem Zespołu Szkół Rolniczych w Bratoszewicach. Pełnił funkcję prezesa Wojewódzkiego Komitetu Zjednoczonego Stronnictwa Ludowego w Łodzi, był także członkiem Rady Wojewódzkiej Patriotycznego Ruchu Odrodzenia Narodowego. W latach 1985–1989 pełnił mandat posła na Sejm PRL IX kadencji z okręgu Łódź-Bałuty, pracował w Komisji Edukacji Narodowej i Młodzieży, Komisji Nauki i Postępu Technicznego oraz w Komisji Współpracy Gospodarczej z Zagranicą.
Odznaczony Orderem Odrodzenia Polski i Medalem Komisji Edukacji Narodowej. Pochowany na cmentarzu Centralnym w Szczecinie.